# Robinsia catherinae
Robinsia catherinae, jedina vrsta unutar roda Robinsia, porodica Chlopsidae, red Anguilliformes (jeguljke). nastanjena je pred obalom Kenije u Indijskom oceanu.